# ۸۵۸ (خورشیدی)
۸۵۸ هشتصد و پنجاه و هشتمین سال هجری خورشیدی است.